# Maurice Emmanuel
Marie François Maurice Emmanuel (2. maj 1862 i Bar-sur-Aube, Burgundy, Dijon – 14. december 1938 i Paris) var en fransk komponist og musikhistoriker. 
Emmanuel studerede under Léo Delibes og César Franck på Pariser Konservatoriet. Mødte Claude Debussy, som også studerede dér. Han har komponeret 2 symfonier, orkesterværker, operaer og strygekvartetter. 
Emmanuel blev dog mest kendt som Musikhistoriker. Han blev i 1909 ansat som professor i musikhistorie, og underviste elever såsom Olivier Messiaen og Henri Dutilleux.
Han skrev bl.a. værker om græsk oldtidsmusik, og andre musikhistoriske emner.

## Udvalgte værker
- Symfoni nr. 1 (1919) - for orkester
- Symfoni nr. 2 "Bretonsk" (1930-1931) - for orkester
- "Zingareska" (1902) - for strygeorkester, 2 klaverer, 2 fløjter og pauker
- "Salamine" (1921-1928) – opera
- 2 strygekvartetter (1903)
- 6 Klaversonatiner (1893, 1897, 1920, 1920, 1925, 1925)